# 대방광불화엄경소 권48, 64, 83
대방광불화엄경소 권48, 64, 83(大方廣佛華嚴經疏 卷四十八, 六十四, 八十三)은 충청북도 청주시, 청주고인쇄박물관에 있는 고려시대의 목판본 기록유산이다. 2004년 5월 7일 대한민국의 보물 제1409호로 지정되었다.
이 목판본은 대승경전(大乘經典)의 하나인 화엄경(華嚴經)을 저본(底本)으로 당나라 징관(澄觀)이 주(註)를 달고 송나라 정원(淨源)이 주에 대한 해설을 한 불경으로 정원(淨源)이 대각국사 의천(義天)에게 상인 서전(徐 　)을 통해 보낸 주본(周本) 화엄경소 120권 가운데 3개권이다. 이 자료는 당시 대각국사 의천(義天)의 불서(佛書) 수집 상황과 더불어 송(宋)과 일본으로 이어지는 문화교류를 알게 하는 소중한 불경이다.

## 참고 자료
- 대방광불화엄경소 권48, 64, 83 - 국가유산청 국가유산포털